# Edgar Bertram Mackennal

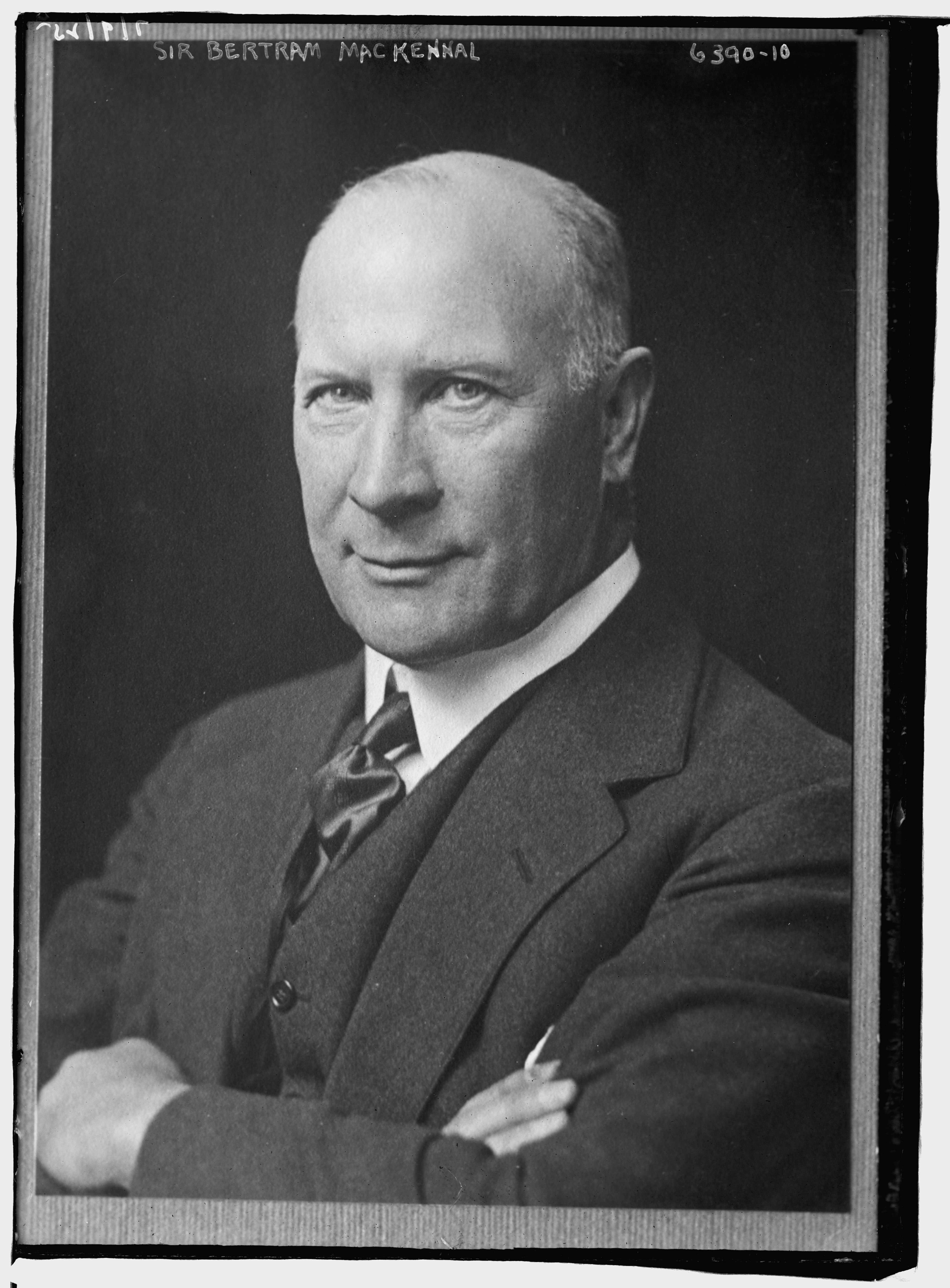
Edgar Bertram Mackennal, 1925

Edgar Bertram Mackennal (* 12. Juni 1863 in Melbourne, Australien; † 10. Oktober 1931 in Watcombe Hall bei Torquay, England) war ein australischer Bildhauer, der vorwiegend in Großbritannien tätig war. Er war der erste Australier, der zum Vollmitglied der Royal Academy gewählt und zum Ritter geschlagen wurde.

## Leben
Edgar Bertram Mackennal wurde als Sohn des schottischen Bildhauers John Simpson Mackennal geboren. Er erhielt seine erste Ausbildung bei seinem Vater sowie an der National Gallery School in Melbourne bei O. R. Campbell. 1882 reiste er nach London, um als Assistent des Bildhauers Marshall Wood zu arbeiten. Dieser verstarb jedoch kurz vor Mackennals Ankunft. Daraufhin setzte Mackennal seine Studien an den Royal Academy Schools fort, verließ diese jedoch bald, um in Paris und Rom weiterzulernen. In Paris wurde er stark von Auguste Rodin beeinflusst, dessen Werke ihn zu einer expressiveren Darstellung inspirierten.

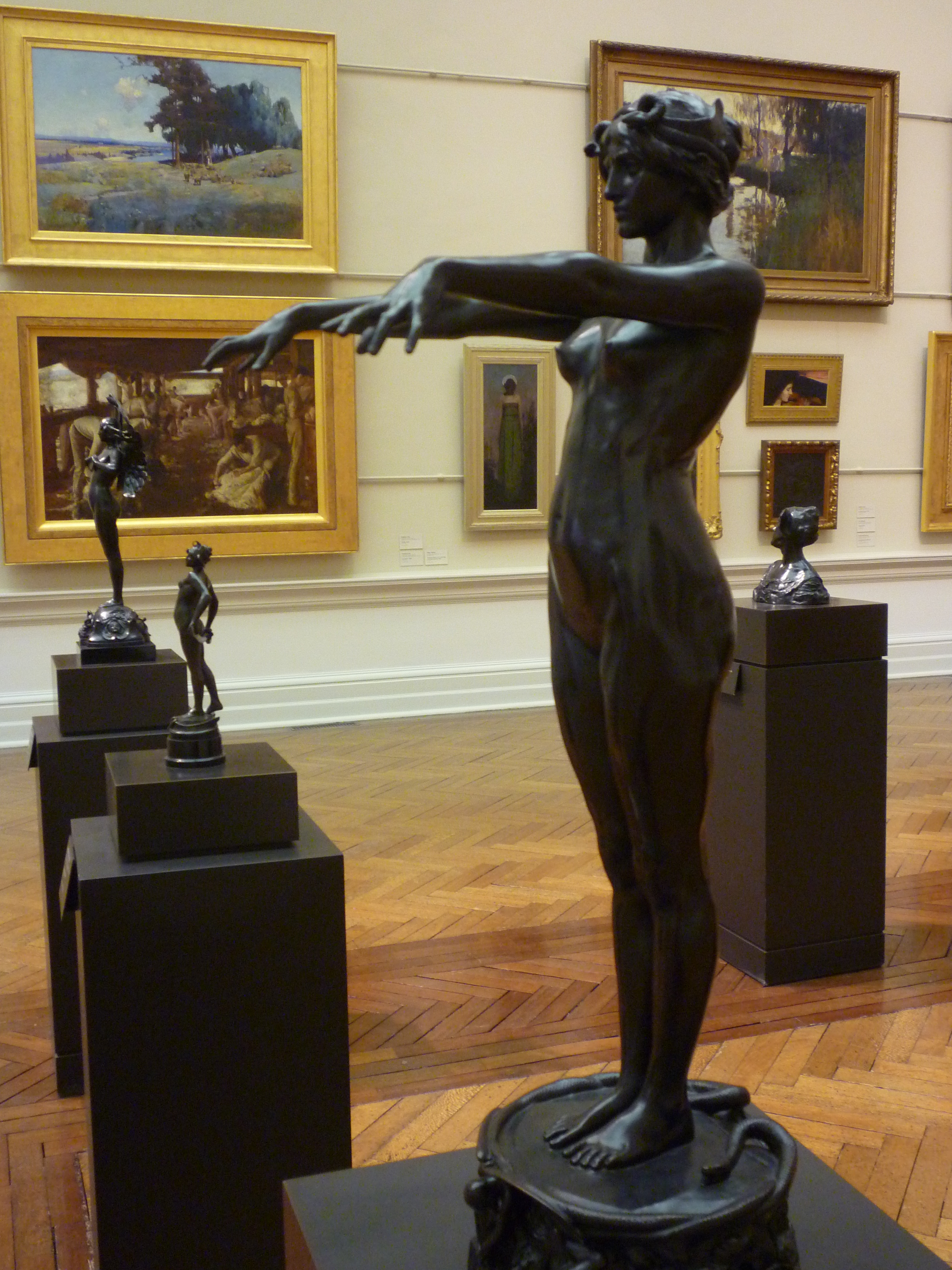
Bertram Mackennal: Circe in der Art Gallery of New South Wales

1886 stellte Mackennal erstmals an der Royal Academy aus. Nach einem Aufenthalt in Australien, wo er unter anderem die Skulpturen für das Parlamentsgebäude in Melbourne schuf, kehrte er 1891 nach Paris zurück. Dort lernte er die Schauspielerin Sarah Bernhardt kennen, die ihn förderte und ihm wichtige Kontakte vermittelte. 1893 erhielt seine Skulptur Circe eine lobende Erwähnung im Pariser Salon und wurde im folgenden Jahr an der Royal Academy ausgestellt. Dieses Werk markierte einen Wendepunkt in seiner Karriere und führte zu zahlreichen Aufträgen für Porträts und öffentliche Denkmäler. Edgar Bertram Mackennal war mit der Künstlerin Agnes Spooner verheiratet und hatte eine Tochter. Er starb 1931 an einem Aneurysma.

## Werk
Edgar Bertram Mackennal war ein Vertreter der New-Sculpture-Bewegung, die sich durch eine dynamischere und naturalistische Darstellung des menschlichen Körpers auszeichnete. In seinen Werken verbindet er klassische Themen mit symbolistischen und Jugendstil-Elementen. Besonders bekannt sind seine Darstellungen weiblicher Figuren, die oft mythologische oder allegorische Bezüge aufweisen. Zu seinen bedeutendsten Werken zählen:
- Circe (1893): Eine lebensgroße Bronzefigur der mythologischen Zauberin, die Mackennals internationalen Durchbruch markierte.
- Truth (1894) und Salomé (ca. 1895): Beispiele für seine symbolistischen Darstellungen weiblicher Figuren.
- The Dancer (1904): Eine lebensgroße Bronzestatue, die die Dynamik des Tanzes einfängt.

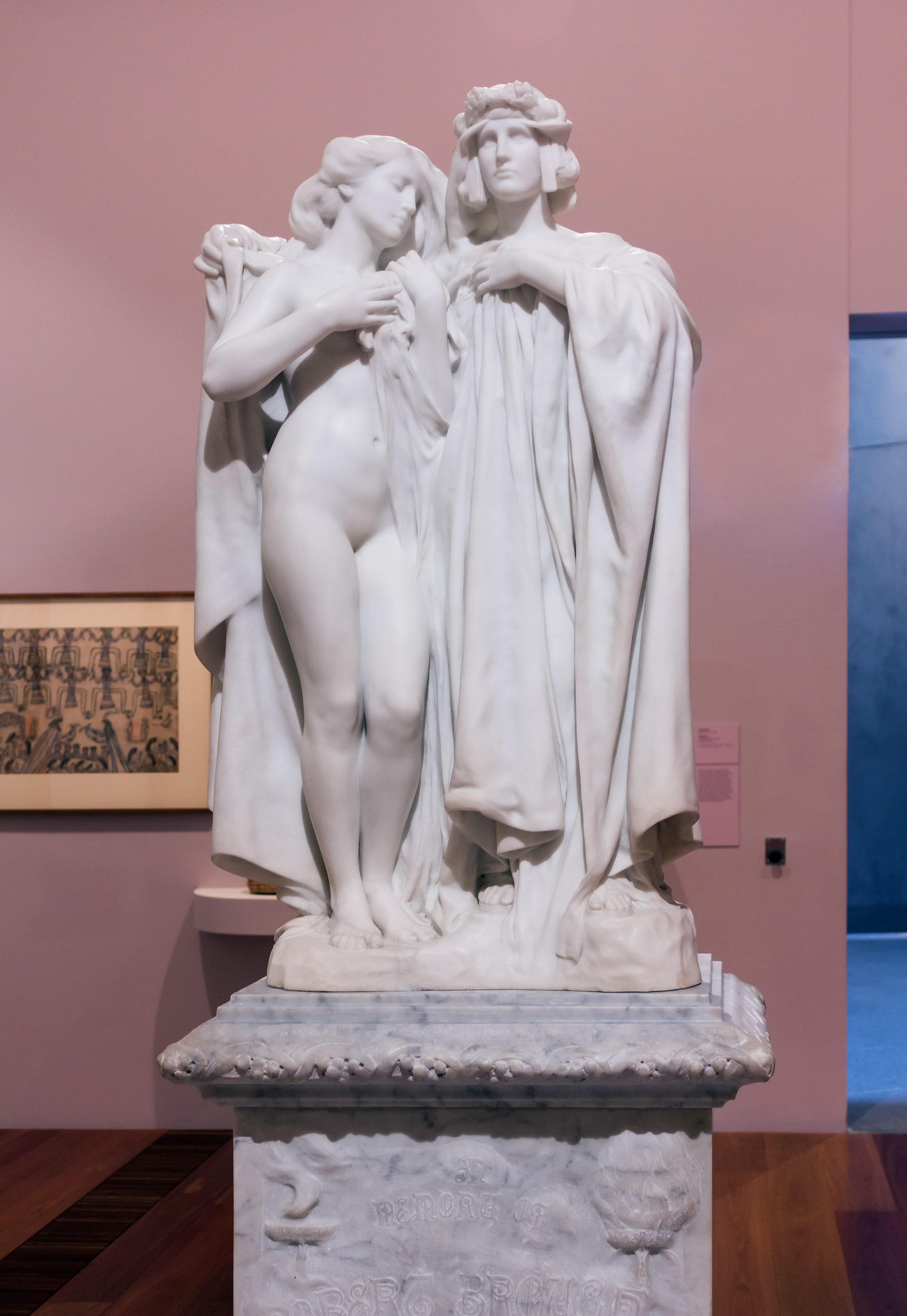
Bertram Mackennal: Tragedy Enveloping Comedy (Tragödie umhüllt Komödie), um 1908. National Gallery of Victoria, Melbourne

Neben freien Arbeiten schuf Mackennal zahlreiche öffentliche Denkmäler, darunter:
- Das Grabmal für König Edward VII. und Königin Alexandra in der St. George’s Chapel, Windsor Castle (mit Edwin Lutyens).
- Das nationale Denkmal für Thomas Gainsborough in Sudbury, Suffolk.
- Mehrere Statuen von Königin Victoria und König Edward VII. in Großbritannien, Australien und Indien.
- Das Kriegerdenkmal in Martin Place, Sydney (1929).

Edgar Bertram Mackennal entwarf auch die Medaillen für die Olympischen Spiele 1908 in London sowie Münzen und Briefmarken mit dem Porträt von König George V.